# Inferno Exotic Car
El Inferno Exotic Car es un HYPERCAR Y NUEVA HYPERTRUCK @InfernoAutomobili (Instagram / Facebook / Twitter / TikTok) Producción en Italia por Inferno Automobili.

## Diseño y desarrollo
En el diseño fue hecho durante siete años con la intervención del diseñador italiano Antonio Ferrioli. Posee un motor V8 de doble turbo capaz de producir 1400 caballos de fuerza y 670 libras-pie de torque. Pesa 1200 kg y posee un coeficiente aerodinámico de 1.4, esas características le permiten acelerar de 0 a 100 km/h en menos de 3 segundos y alcanzar una velocidad máxima de 400 km/h.
Las salpicaderas y defensas del automóvil están hechas a base de la espuma de metal conocida como Zinag, una aleación de zinc, aluminio y plata patentada, esta espuma tiene una densidad de 4.3 g/cm3 y es capaz de reducir y absorber el impacto en un accidente automovilístico. A pesar de que el diseño y la ingeniería del automóvil se hicieron en México, éste será producido en Italia, debido a la falta de infraestructura en el país latinoamericano.